# 新蒙杜 (戈亞斯州)
新蒙杜（葡萄牙語：Mundo Novo），是巴西的城鎮，位於該國中部，由戈亞斯州負責管轄，始建於1980年6月10日，面積2,147平方公里，海拔高度263米，2010年人口6,438，人口密度每平方公里3人。